# Święty Ludwik z Tuluzy koronujący Roberta Andegaweńskiego
Święty Ludwik z Tuluzy koronujący Roberta Andegaweńskiego – obraz włoskiego malarza Simona Martiniego.

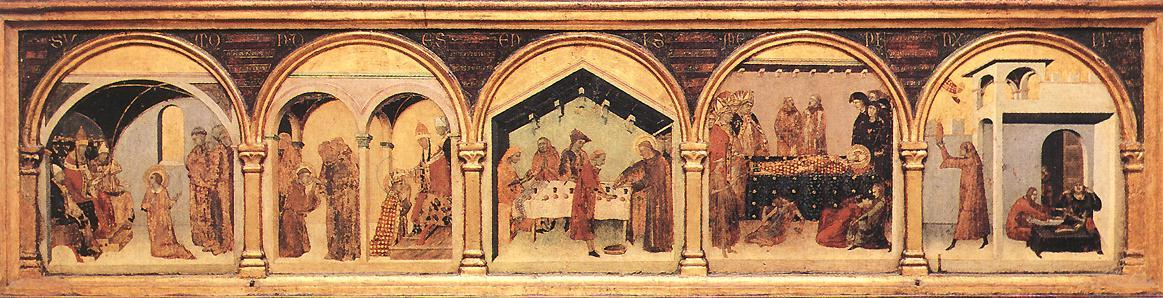
Pradella z pięcioma scenami z życia św. Ludwika

Obraz został wykonany dla neapolitańskiego kościoła Sam Lorenzo, na zlecenie Roberta Andegaweńskiego, władcy Królestwa Neapolu i Sycylii. Panel miał na celu sławić dynastię Andegawenów.

## Opis obrazu
Obraz przedstawia św. Ludwika z Tuluzy koronującego swojego młodszego brata Roberta Andegaweńskiego. Ludwik zrzekł się korony na rzecz swojego młodszego brata, przyjął święcenia kapłańskie i został biskupem Tuluzy w 1286 roku. Postać świętego majestatycznie siedzi na tronie na którym leży anatolijski kilim. Odziany jest w biskupią szatę (pluwiał) zapinaną na szyi ze srebrzystymi pieczęciami na tkaninie płaszcza zarzuconą na franciszkański habit. Z prawej strony klęczy jego brat w królewskich szatach koronacyjnych. Ludwik trzyma koronę nad jego głową co ma symbolizować nadanie władzy z rąk przedstawiciela Boga i kościoła. Obie postacie umieszczone zostały na złotym tle ze złotymi kwiatami lilii (fleurs-de-lis) będącymi heraldycznymi symbolami monarchii francuskiej. Te same emblematy znajdują się na niebieskiej ramie panelu. Złote tło i aureole są jeszcze pozostałością gotyckiego malarstwa tablicowego. Zindywidualizowana postać klęczącego Roberta, szata kardynalska a głównie mozaika na podłodze są pierwszą próbą perspektywicznego ujęcia przestrzeni a tym samym stanowią innowacyjność w technice malarskiej pojawiającej się po raz pierwszy w połowie XIV wieku w sztuce malarzy sieneńskich. Podobne ujęcie Martini wykorzystał w powstałych w tym samym czasie we freskach z dolnego kościoła w Asyżu pt. Sceny z życia św. Marcina.
W rzeczywistości koronacja Roberta przez Ludwika nigdy nie miała miejsca. Kanonizacja Ludwika była wynikiem starań młodszego brata, była podyktowana politycznymi pobudkami a zamówiony obraz miał usprawiedliwiać kontynuację władzy linii Andegawenów.
Panel osadzony był na predelli składającej się z czterech scen z życia św. Ludwika i z jednej sceny przedstawiającej cud po jego śmierci. Pierwsza scena przedstawia Akceptację urzędu biskupiego, następnie: Przyjęcie do zakonu franciszkanów i konsekracja na biskupa, Posługa wobec biednych i przyjęcie ich do własnego stołu, Śmierć Ludwika i złożenie go do trumny i Cud wskrzeszenia chłopca.